# ネットワーク管理者
ネットワーク管理者（ネットワークかんりしゃ、英: Network administrator）は、ネットワーク管理を行うことを職業とするコンピュータネットワーク関連の技術者である。
ネットワーク管理者はシステムアドミニストレータのネットワーク版と言うことができ、ネットワークを構成するハードウェアやソフトウェアを運用・管理・保守する。
業務には一般に、各種ネットワーク機器の配備・設定・保守・監視が含まれる。対象ネットワーク機器としては、スイッチングハブ、ルーター、ファイアウォールなどがある。ネットワーク管理には一般に、ネットワークアドレス（IPアドレス）の割り当て、ルーティングプロトコルの割り当て、ルーティングテーブルの設定、認証と認可の設定、ディレクトリ・サービスの管理などが含まれる。
また、個々の機器のネットワーク機能の保守（パーソナルコンピュータやプリンターなどのデバイスドライバ等の設定）も含まれることが多い。場合によっては、ファイルサーバ、VPNゲートウェイ、侵入検知システムなどのサーバのシステムアドミニストレータ業務も含むことがある。
ネットワーク・スペシャリストやネットワーク・アナリストと言った場合、ネットワークの設計やセキュリティが業務の中心となる。特にネットワーク関連問題のトラブルシューティングやデバッグである。また、ネットワークの認可基盤の保守、ネットワークバックアップシステムの保守なども含まれる。
また、以下のようなネットワーク管理機能についても責任を持つ:
- サポートサービスの提供
- ネットワークの効率の保持
- サービス品質の維持